# سیارک ۱۷۱۰۳
سیارک ۱۷۱۰۳ (به انگلیسی: 17103 Kadyrsizova، نامگذاری:1999JC42) هفده هزار و صد و سومین سیارک کشف شده‌است که در ۱۰ مه ۱۹۹۹ کشف شد.
قدر مطلق سیارک برابر ۱۸.۶ است.